# Магдалена (Веракрус)
Магдалена (исп. Magdalena) — муниципалитет в Мексике, входит в штат Веракрус.